# Le Jeune Apprenti
Le Jeune Apprenti est une peinture à l'huile sur toile (100 × 65 cm), réalisée entre 1918 et 1919 par le peintre italien Amedeo Modigliani. Elle est conservée au Musée de l'Orangerie à Paris.